# Anopheles dureni
Anopheles dureni är en tvåvingeart som beskrevs av Edwards 1938. Anopheles dureni ingår i släktet Anopheles och familjen stickmyggor. Inga underarter finns listade i Catalogue of Life.